# Cadel Evans Great Ocean Road Race de 2020
A 6.ª edição da clássica ciclista Cadel Evans Great Ocean Road Race foi uma carreira na Austrália que se celebrou a 2 de fevereiro de 2020 sobre um percurso de 171,7 quilómetros.
A carreira fez parte do UCI WorldTour de 2020, calendário ciclístico de máximo nível mundial, sendo a segunda carreira de dito circuito.
O ganhador foi o belga Dries Devenyns da equipa Deceuninck-Quick Step, segundo foi o russo Pavel Sivakov da INEOS e terceiro o sul-africano Daryl Impey da Mitchelton-Scott.

## Percorrido
O percurso foi um pouco similar ao do Campeonato Mundial de Ciclismo em Estrada de 2010 realizado em Melbourne, no entanto, o desenho do circuito foi realizado pelo ex ciclista profissional Scott Sunderland, baixo a supervisão de Cadel Evans. A carreira iniciou nos suburbios de Geelong's Waterfront, logo o pelotão decorreu pelos primeiros 30 quilómetros planos até chegar à cidade de Barwon Heads, lugar de nascimento e residência de Cadel Evans. Mais adiante, a carreira deslocou-se através da costa pacífica em onde o vento costuma jogar um factor determinante para os ciclistas. A seguir, a carreira começou a entrar nos belos lugares de Torquay, um paraíso para os turistas e um escape muito querido para os visitantes de todo mundo. Através da rua principal, a carreira encontra-se com a famosa Great Ocean Road onde as numerosas famílias, nadadores e surfistas que se reúnem ao redor das coincididas praias de Torquay fariam uma pausa para ver o colorido do pelotão rodar por esta famosa rua australiana. Finalmente, o pelotão dirigia-se a um circuito de 3 voltas com várias cotas antes de chegar à meta, onde seria a última oportunidade para um oportunista se escapar antes de alçar os braços até à meta em Geelong's Waterfront depois de percorrer 171 quilómetros.

## Equipas participantes
Tomaram parte na carreira 16 equipas: 15 de categoria UCI WorldTeam e um de categoria amador. Formaram assim um pelotão de 108 ciclistas dos que acabaram 95. As equipas participantes foram:
| Equipes WorldTeam (15)- AG2R La Mondiale - Bahrain McLaren - Bora-Hansgrohe - CCC Team - Cofidis - Deceuninck-Quick Step - EF Pro Cycling - Israel Start-Up Nation - Lotto Soudal - Mitchelton-Scott - NTT Pro Cycling - Ineos - Team Sunweb - Trek-Segafredo - Groupama-FDJ translation for headoftableIII_translate index 39 not found- Korda Mentha Real Estate Australia |
| |

## Classificação final
- A classificação finalizou da seguinte forma:[3]

| \| Classificação geral \| Classificação geral \| Classificação geral \| Classificação geral \| Classificação geral \| \| Ciclista \| Ciclista \| Equipe \| Tempo \| \| \| ------------------- \| ------------------- \| --------------------- \| ------------------- \| ------------------- \| \| 1. \| Dries Devenyns \| Deceuninck-Quick Step \| 4h05m49s \| \| \| 2. \| Pavel Sivakov \| Team Ineos \| + 0s \| \| \| 3. \| Daryl Impey \| Mitchelton-Scott \| + 4s \| \| \| 4. \| Jens Keukeleire \| EF Pro Cycling \| + 4s \| \| \| 5. \| Dylan van Baarle \| Team Ineos \| + 4s \| \| \| 6. \| Jay McCarthy \| Bora-Hansgrohe \| + 4s \| \| \| 7. \| Caleb Ewan \| Lotto-Soudal \| + 25s \| \| \| 8. \| Marco Haller \| Bahrain McLaren \| + 25s \| \| \| 9. \| Elia Viviani \| Cofidis \| + 25s \| \| \| 10. \| Simon Yates \| Mitchelton-Scott \| + 25s \| \| |                  |                       |          |
| |                  |                       |          |
| Fonte: ProCyclingStats |                  |                       |          |
| Classificação geral |                  |                       |          |
| Ciclista | Ciclista         | Equipe                | Tempo    |
| 1. | Dries Devenyns   | Deceuninck-Quick Step | 4h05m49s |
| 2. | Pavel Sivakov    | Team Ineos            | + 0s     |
| 3. | Daryl Impey      | Mitchelton-Scott      | + 4s     |
| 4. | Jens Keukeleire  | EF Pro Cycling        | + 4s     |
| 5. | Dylan van Baarle | Team Ineos            | + 4s     |
| 6. | Jay McCarthy     | Bora-Hansgrohe        | + 4s     |
| 7. | Caleb Ewan       | Lotto-Soudal          | + 25s    |
| 8. | Marco Haller     | Bahrain McLaren       | + 25s    |
| 9. | Elia Viviani     | Cofidis               | + 25s    |
| 10. | Simon Yates      | Mitchelton-Scott      | + 25s    |

## Ciclistas participantes e posições finais
| Cofidis COF | Cofidis COF                  | Cofidis COF |
| ----------- | ---------------------------- | ----------- |
| Num         | Ciclista                     | Pos         |
| 1           | Elia Viviani (ITA) (estrada) | 9.          |
| 2           | Simone Consonni (ITA)        | 17.         |
| 3           | Nathan Haas (AUS)            | 12.         |
| 4           | Mathias Le Turnier (FRA)     | 95.         |
| 5           | Marco Mathis (GER)           | 94.         |
| 6           | Fabio Sabatini (ITA)         | 87.         |
| 7           | Kenneth Vanbilsen (BEL)      | 62.         |

| Deceuninck-Quick Step DQT | Deceuninck-Quick Step DQT      | Deceuninck-Quick Step DQT |
| ------------------------- | ------------------------------ | ------------------------- |
| Num                       | Ciclista                       | Pos                       |
| 11                        | Sam Bennett (IRL) (estrada)    | 42.                       |
| 12                        | Shane Archbold (NZL)           | 91.                       |
| 13                        | João Almeida (POR)             | 53.                       |
| 14                        | Mattia Cattaneo (ITA)          | 84.                       |
| 15                        | Dries Devenyns (BEL)           | 1.                        |
| 16                        | Iljo Keisse (BEL)              | 90.                       |
| 17                        | Michael Mørkøv (DEN) (estrada) | 13.                       |

| Bora-Hansgrohe BOH | Bora-Hansgrohe BOH          | Bora-Hansgrohe BOH |
| ------------------ | --------------------------- | ------------------ |
| Num                | Ciclista                    | Pos                |
| 21                 | Jay McCarthy (AUS)          | 6.                 |
| 22                 | Cesare Benedetti (ITA)      | 50.                |
| 23                 | Martin Laas (EST)           | 92.                |
| 24                 | Erik Baška (SVK)            | 76.                |
| 25                 | Juraj Sagan (SVK) (estrada) | 48.                |
| 26                 | Ide Schelling (NED)         | 51.                |
| 27                 | Michaek Schwarzmann (GER)   | 22.                |

| Team Ineos INS | Team Ineos INS            | Team Ineos INS |
| -------------- | ------------------------- | -------------- |
| Num            | Ciclista                  | Pos            |
| 31             | Owain Doull (GBR)         | 24.            |
| 32             | Christopher Lawless (GBR) | 89.            |
| 33             | Luke Rowe (GBR)           | 57.            |
| 34             | Pavel Sivakov (RUS)       | 2.             |
| 35             | Ian Stannard (GBR)        | DNF            |
| 36             | Dylan van Baarle (NED)    | 5.             |
| 37             | Cameron Wurf (AUS)        | DNF            |

| Lotto-Soudal LTS | Lotto-Soudal LTS         | Lotto-Soudal LTS |
| ---------------- | ------------------------ | ---------------- |
| Num              | Ciclista                 | Pos              |
| 41               | Caleb Ewan (AUS)         | 7.               |
| 42               | Thomas De Gendt (BEL)    | DNF              |
| 43               | Adam Hansen (AUS)        | 61.              |
| 44               | Matthew Holmes (GBR)     | 28.              |
| 45               | Roger Kluge (GER)        | 65.              |
| 46               | Jonathan Dibben (GBR)    | 66.              |
| 47               | Tosh Van der Sande (BEL) | 60.              |

| Mitchelton-Scott MTS | Mitchelton-Scott MTS          | Mitchelton-Scott MTS |
| -------------------- | ----------------------------- | -------------------- |
| Num                  | Ciclista                      | Pos                  |
| 51                   | Daryl Impey (RSA) (estrada)   | 3.                   |
| 52                   | Simon Yates (GBR)             | 10.                  |
| 53                   | Damien Howson (AUS)           | 67.                  |
| 54                   | Sam Bewley (NZL)              | DNF                  |
| 55                   | Cameron Meyer (AUS) (estrada) | 81.                  |
| 56                   | Nick Schultz (AUS)            | 52.                  |
| 57                   | Dion Smith (NZL)              | 70.                  |

| EF Pro Cycling EF1 | EF Pro Cycling EF1         | EF Pro Cycling EF1 |
| ------------------ | -------------------------- | ------------------ |
| Num                | Ciclista                   | Pos                |
| 61                 | Mitchell Docker (AUS)      | 41.                |
| 62                 | Kristoffer Halvorsen (NOR) | 15.                |
| 63                 | Jens Keukeleire (BEL)      | 4.                 |
| 64                 | Lachlan Morton (AUS)       | 80.                |
| 65                 | Neilson Powless (USA)      | 37.                |
| 66                 | Jonas Rutsch (GER)         | 64.                |
| 67                 | Tom Scully (NZL)           | 88.                |

| Trek-Segafredo TFS | Trek-Segafredo TFS            | Trek-Segafredo TFS |
| ------------------ | ----------------------------- | ------------------ |
| Num                | Ciclista                      | Pos                |
| 71                 | Mads Pedersen (DEN) (estrada) | 16.                |
| 72                 | Kenny Elissonde (FRA)         | 33.                |
| 73                 | Michel Ries (LUX)             | 78.                |
| 74                 | Juan Pedro López (ESP)        | 59.                |
| 75                 | Koen de Kort (NED)            | 77.                |
| 76                 | Richie Porte (AUS)            | 32.                |
| 77                 | Kiel Reijnen (USA)            | 73.                |

| Bahrain McLaren TBM | Bahrain McLaren TBM         | Bahrain McLaren TBM |
| ------------------- | --------------------------- | ------------------- |
| Num                 | Ciclista                    | Pos                 |
| 81                  | Yukiya Arashiro (JPN)       | 23.                 |
| 82                  | Domen Novak (SLO) (estrada) | DNF                 |
| 83                  | Marco Haller (AUT)          | 8.                  |
| 84                  | Hermann Pernsteiner (AUT)   | 11.                 |
| 85                  | Luka Pibernik (SLO)         | 31.                 |
| 86                  | Santiago Buitrago (COL)     | DNF                 |

| AG2R La Mondiale ALM | AG2R La Mondiale ALM    | AG2R La Mondiale ALM |
| -------------------- | ----------------------- | -------------------- |
| Num                  | Ciclista                | Pos                  |
| 91                   | Geoffrey Bouchard (FRA) | 45.                  |
| 92                   | Clément Chevrier (FRA)  | 27.                  |
| 93                   | Ben Gastauer (LUX)      | 30.                  |
| 94                   | Andrea Vendrame (ITA)   | 19.                  |
| 95                   | Larry Warbasse (USA)    | 29.                  |

| Groupama-FDJ GFC | Groupama-FDJ GFC       | Groupama-FDJ GFC |
| ---------------- | ---------------------- | ---------------- |
| Num              | Ciclista               | Pos              |
| 101              | Bruno Armirail (FRA)   | 46.              |
| 102              | Kilian Frankiny (SUI)  | DNF              |
| 103              | Mickaël Delage (FRA)   | DNF              |
| 104              | Jacopo Guarnieri (ITA) | 83.              |
| 105              | Fabian Lienhard (SUI)  | 36.              |
| 106              | Marc Sarreau (FRA)     | 18.              |
| 107              | Miles Scotson (AUS)    | 38.              |

| Team Sunweb SUN | Team Sunweb SUN              | Team Sunweb SUN |
| --------------- | ---------------------------- | --------------- |
| Num             | Ciclista                     | Pos             |
| 111             | Jai Hindley (AUS)            | 34.             |
| 112             | Robert Power (AUS)           | 26.             |
| 113             | Michael Storer (AUS)         | 56.             |
| 114             | Alberto Dainese (ITA)        | DNF             |
| 115             | Max Kanter (GER)             | 44.             |
| 116             | Asbjørn Kragh Andersen (DEN) | DNF             |
| 117             | Florian Stork (GER)          | 58.             |

| Israel Start-Up Nation ISN | Israel Start-Up Nation ISN | Israel Start-Up Nation ISN |
| -------------------------- | -------------------------- | -------------------------- |
| Num                        | Ciclista                   | Pos                        |
| 121                        | André Greipel (GER)        | 43.                        |
| 122                        | Rick Zabel (GER)           | 21.                        |
| 123                        | Alexander Cataford (CAN)   | 79.                        |
| 124                        | Alex Dowsett (GBR)         | 54.                        |
| 125                        | James Piccoli (CAN)        | 39.                        |
| 126                        | Mihkel Räim (EST)          | 74.                        |
| 127                        | Guillaume Boivin (CAN)     | 35.                        |

| CCC Team CCC | CCC Team CCC                   | CCC Team CCC |
| ------------ | ------------------------------ | ------------ |
| Num          | Ciclista                       | Pos          |
| 131          | Josef Černý (CZE)              | 69.          |
| 132          | Simon Geschke (GER)            | 40.          |
| 133          | Joey Rosskopf (USA)            | 25.          |
| 134          | Guillaume Van Keirsbulck (BEL) | 75.          |
| 135          | Francisco Ventoso (ESP)        | DNF          |
| 136          | Łukasz Wiśniowski (POL)        | 20.          |

| NTT Pro Cycling NTT | NTT Pro Cycling NTT       | NTT Pro Cycling NTT |
| ------------------- | ------------------------- | ------------------- |
| Num                 | Ciclista                  | Pos                 |
| 141                 | Giacomo Nizzolo (ITA)     | 14.                 |
| 142                 | Ryan Gibbons (RSA)        | 55.                 |
| 143                 | Samuele Battistella (ITA) | 86.                 |
| 144                 | Danilo Wyss (SUI)         | 68.                 |
| 145                 | Stefan de Bod (RSA)       | 49.                 |
| 146                 | Rasmus Tiller (NOR)       | 85.                 |
| 147                 | Dylan Sunderland (AUS)    | 82.                 |

| Korda Mentha Real Estate Australia ___ | Korda Mentha Real Estate Australia ___ | Korda Mentha Real Estate Australia ___ |
| -------------------------------------- | -------------------------------------- | -------------------------------------- |
| Num                                    | Ciclista                               | Pos                                    |
| 151                                    | Carter Turnbull (AUS)                  | 71.                                    |
| 153                                    | Ayden Toovey (AUS)                     | 47.                                    |
| 154                                    | Nicholas White (AUS)                   | 72.                                    |
| 156                                    | Blake Quick (AUS)                      | DNF                                    |

| Cofidis COF | Cofidis COF                  | Cofidis COF |
| ----------- | ---------------------------- | ----------- |
| Num         | Ciclista                     | Pos         |
| 1           | Elia Viviani (ITA) (estrada) | 9.          |
| 2           | Simone Consonni (ITA)        | 17.         |
| 3           | Nathan Haas (AUS)            | 12.         |
| 4           | Mathias Le Turnier (FRA)     | 95.         |
| 5           | Marco Mathis (GER)           | 94.         |
| 6           | Fabio Sabatini (ITA)         | 87.         |
| 7           | Kenneth Vanbilsen (BEL)      | 62.         |

| Deceuninck-Quick Step DQT | Deceuninck-Quick Step DQT      | Deceuninck-Quick Step DQT |
| ------------------------- | ------------------------------ | ------------------------- |
| Num                       | Ciclista                       | Pos                       |
| 11                        | Sam Bennett (IRL) (estrada)    | 42.                       |
| 12                        | Shane Archbold (NZL)           | 91.                       |
| 13                        | João Almeida (POR)             | 53.                       |
| 14                        | Mattia Cattaneo (ITA)          | 84.                       |
| 15                        | Dries Devenyns (BEL)           | 1.                        |
| 16                        | Iljo Keisse (BEL)              | 90.                       |
| 17                        | Michael Mørkøv (DEN) (estrada) | 13.                       |

| Bora-Hansgrohe BOH | Bora-Hansgrohe BOH          | Bora-Hansgrohe BOH |
| ------------------ | --------------------------- | ------------------ |
| Num                | Ciclista                    | Pos                |
| 21                 | Jay McCarthy (AUS)          | 6.                 |
| 22                 | Cesare Benedetti (ITA)      | 50.                |
| 23                 | Martin Laas (EST)           | 92.                |
| 24                 | Erik Baška (SVK)            | 76.                |
| 25                 | Juraj Sagan (SVK) (estrada) | 48.                |
| 26                 | Ide Schelling (NED)         | 51.                |
| 27                 | Michaek Schwarzmann (GER)   | 22.                |

| Team Ineos INS | Team Ineos INS            | Team Ineos INS |
| -------------- | ------------------------- | -------------- |
| Num            | Ciclista                  | Pos            |
| 31             | Owain Doull (GBR)         | 24.            |
| 32             | Christopher Lawless (GBR) | 89.            |
| 33             | Luke Rowe (GBR)           | 57.            |
| 34             | Pavel Sivakov (RUS)       | 2.             |
| 35             | Ian Stannard (GBR)        | DNF            |
| 36             | Dylan van Baarle (NED)    | 5.             |
| 37             | Cameron Wurf (AUS)        | DNF            |

| Lotto-Soudal LTS | Lotto-Soudal LTS         | Lotto-Soudal LTS |
| ---------------- | ------------------------ | ---------------- |
| Num              | Ciclista                 | Pos              |
| 41               | Caleb Ewan (AUS)         | 7.               |
| 42               | Thomas De Gendt (BEL)    | DNF              |
| 43               | Adam Hansen (AUS)        | 61.              |
| 44               | Matthew Holmes (GBR)     | 28.              |
| 45               | Roger Kluge (GER)        | 65.              |
| 46               | Jonathan Dibben (GBR)    | 66.              |
| 47               | Tosh Van der Sande (BEL) | 60.              |

| Mitchelton-Scott MTS | Mitchelton-Scott MTS          | Mitchelton-Scott MTS |
| -------------------- | ----------------------------- | -------------------- |
| Num                  | Ciclista                      | Pos                  |
| 51                   | Daryl Impey (RSA) (estrada)   | 3.                   |
| 52                   | Simon Yates (GBR)             | 10.                  |
| 53                   | Damien Howson (AUS)           | 67.                  |
| 54                   | Sam Bewley (NZL)              | DNF                  |
| 55                   | Cameron Meyer (AUS) (estrada) | 81.                  |
| 56                   | Nick Schultz (AUS)            | 52.                  |
| 57                   | Dion Smith (NZL)              | 70.                  |

| EF Pro Cycling EF1 | EF Pro Cycling EF1         | EF Pro Cycling EF1 |
| ------------------ | -------------------------- | ------------------ |
| Num                | Ciclista                   | Pos                |
| 61                 | Mitchell Docker (AUS)      | 41.                |
| 62                 | Kristoffer Halvorsen (NOR) | 15.                |
| 63                 | Jens Keukeleire (BEL)      | 4.                 |
| 64                 | Lachlan Morton (AUS)       | 80.                |
| 65                 | Neilson Powless (USA)      | 37.                |
| 66                 | Jonas Rutsch (GER)         | 64.                |
| 67                 | Tom Scully (NZL)           | 88.                |

| Trek-Segafredo TFS | Trek-Segafredo TFS            | Trek-Segafredo TFS |
| ------------------ | ----------------------------- | ------------------ |
| Num                | Ciclista                      | Pos                |
| 71                 | Mads Pedersen (DEN) (estrada) | 16.                |
| 72                 | Kenny Elissonde (FRA)         | 33.                |
| 73                 | Michel Ries (LUX)             | 78.                |
| 74                 | Juan Pedro López (ESP)        | 59.                |
| 75                 | Koen de Kort (NED)            | 77.                |
| 76                 | Richie Porte (AUS)            | 32.                |
| 77                 | Kiel Reijnen (USA)            | 73.                |

| Bahrain McLaren TBM | Bahrain McLaren TBM         | Bahrain McLaren TBM |
| ------------------- | --------------------------- | ------------------- |
| Num                 | Ciclista                    | Pos                 |
| 81                  | Yukiya Arashiro (JPN)       | 23.                 |
| 82                  | Domen Novak (SLO) (estrada) | DNF                 |
| 83                  | Marco Haller (AUT)          | 8.                  |
| 84                  | Hermann Pernsteiner (AUT)   | 11.                 |
| 85                  | Luka Pibernik (SLO)         | 31.                 |
| 86                  | Santiago Buitrago (COL)     | DNF                 |

| AG2R La Mondiale ALM | AG2R La Mondiale ALM    | AG2R La Mondiale ALM |
| -------------------- | ----------------------- | -------------------- |
| Num                  | Ciclista                | Pos                  |
| 91                   | Geoffrey Bouchard (FRA) | 45.                  |
| 92                   | Clément Chevrier (FRA)  | 27.                  |
| 93                   | Ben Gastauer (LUX)      | 30.                  |
| 94                   | Andrea Vendrame (ITA)   | 19.                  |
| 95                   | Larry Warbasse (USA)    | 29.                  |

| Groupama-FDJ GFC | Groupama-FDJ GFC       | Groupama-FDJ GFC |
| ---------------- | ---------------------- | ---------------- |
| Num              | Ciclista               | Pos              |
| 101              | Bruno Armirail (FRA)   | 46.              |
| 102              | Kilian Frankiny (SUI)  | DNF              |
| 103              | Mickaël Delage (FRA)   | DNF              |
| 104              | Jacopo Guarnieri (ITA) | 83.              |
| 105              | Fabian Lienhard (SUI)  | 36.              |
| 106              | Marc Sarreau (FRA)     | 18.              |
| 107              | Miles Scotson (AUS)    | 38.              |

| Team Sunweb SUN | Team Sunweb SUN              | Team Sunweb SUN |
| --------------- | ---------------------------- | --------------- |
| Num             | Ciclista                     | Pos             |
| 111             | Jai Hindley (AUS)            | 34.             |
| 112             | Robert Power (AUS)           | 26.             |
| 113             | Michael Storer (AUS)         | 56.             |
| 114             | Alberto Dainese (ITA)        | DNF             |
| 115             | Max Kanter (GER)             | 44.             |
| 116             | Asbjørn Kragh Andersen (DEN) | DNF             |
| 117             | Florian Stork (GER)          | 58.             |

| Israel Start-Up Nation ISN | Israel Start-Up Nation ISN | Israel Start-Up Nation ISN |
| -------------------------- | -------------------------- | -------------------------- |
| Num                        | Ciclista                   | Pos                        |
| 121                        | André Greipel (GER)        | 43.                        |
| 122                        | Rick Zabel (GER)           | 21.                        |
| 123                        | Alexander Cataford (CAN)   | 79.                        |
| 124                        | Alex Dowsett (GBR)         | 54.                        |
| 125                        | James Piccoli (CAN)        | 39.                        |
| 126                        | Mihkel Räim (EST)          | 74.                        |
| 127                        | Guillaume Boivin (CAN)     | 35.                        |

| CCC Team CCC | CCC Team CCC                   | CCC Team CCC |
| ------------ | ------------------------------ | ------------ |
| Num          | Ciclista                       | Pos          |
| 131          | Josef Černý (CZE)              | 69.          |
| 132          | Simon Geschke (GER)            | 40.          |
| 133          | Joey Rosskopf (USA)            | 25.          |
| 134          | Guillaume Van Keirsbulck (BEL) | 75.          |
| 135          | Francisco Ventoso (ESP)        | DNF          |
| 136          | Łukasz Wiśniowski (POL)        | 20.          |

| NTT Pro Cycling NTT | NTT Pro Cycling NTT       | NTT Pro Cycling NTT |
| ------------------- | ------------------------- | ------------------- |
| Num                 | Ciclista                  | Pos                 |
| 141                 | Giacomo Nizzolo (ITA)     | 14.                 |
| 142                 | Ryan Gibbons (RSA)        | 55.                 |
| 143                 | Samuele Battistella (ITA) | 86.                 |
| 144                 | Danilo Wyss (SUI)         | 68.                 |
| 145                 | Stefan de Bod (RSA)       | 49.                 |
| 146                 | Rasmus Tiller (NOR)       | 85.                 |
| 147                 | Dylan Sunderland (AUS)    | 82.                 |

| Korda Mentha Real Estate Australia ___ | Korda Mentha Real Estate Australia ___ | Korda Mentha Real Estate Australia ___ |
| -------------------------------------- | -------------------------------------- | -------------------------------------- |
| Num                                    | Ciclista                               | Pos                                    |
| 151                                    | Carter Turnbull (AUS)                  | 71.                                    |
| 153                                    | Ayden Toovey (AUS)                     | 47.                                    |
| 154                                    | Nicholas White (AUS)                   | 72.                                    |
| 156                                    | Blake Quick (AUS)                      | DNF                                    |

Convenções:
- AB-N: Abandono na etapa "N"
- FLT-N: Retiro por chegada fora do limite de tempo na etapa "N"
- NTS-N: Não tomou a saída para a etapa "N"
- DES-N: Desclassificado ou expulso na etapa "N"

## UCI World Ranking
A Cadel Evans Great Ocean Road Race outorgou pontos para o UCI World Ranking para corredores das equipas nas categorias UCI WorldTeam, UCI ProTeam e Continental. As seguintes tabelas são o barómetro de pontuação e os 10 corredores que obtiveram mais pontos:
| Posição   | 1.º | 2.º | 3.º | 4.º | 5.º | 6.º | 7.º | 8.º | 9.º | 10.º | 11.º | 12.º | 13.º | 14.º | 15.º-20.º | 21.º-30.º | 31.º-50.º | 51.º-55.º | 56.º-60.º |
| Pontuação | 300 | 250 | 215 | 175 | 120 | 115 | 95  | 75  | 60  | 50   | 40   | 35   | 30   | 25   | 20        | 12        | 5         | 2         | 1         |

| Classificação |                  |                            |        |
| Posição       | Ciclista         | Equipo                     | Pontos |
| ------------- | ---------------- | -------------------------- | ------ |
| 1.º           | Dries Devenyns   | Deceuninck-Quick Step      | 300    |
| 2.º           | Pavel Sivakov    | INEOS                      | 250    |
| 3.º           | Daryl Impey      | Mitchelton-Scott           | 215    |
| 4.º           | Jens Keukeleire  | EF                         | 175    |
| 5.º           | Dylan van Baarle | INEOS                      | 120    |
| 6.º           | Jay McCarthy     | Bora-Hansgrohe             | 115    |
| 7.º           | Caleb Ewan       | Lotto Soudal               | 95     |
| 8.º           | Marco Haller     | Bahrain McLaren            | 75     |
| 9.º           | Elia Viviani     | Cofidis, Solutions Crédits | 60     |
| 10.º          | Simon Yates      | Mitchelton-Scott           | 50     |